# Mujer, Vida, Libertad

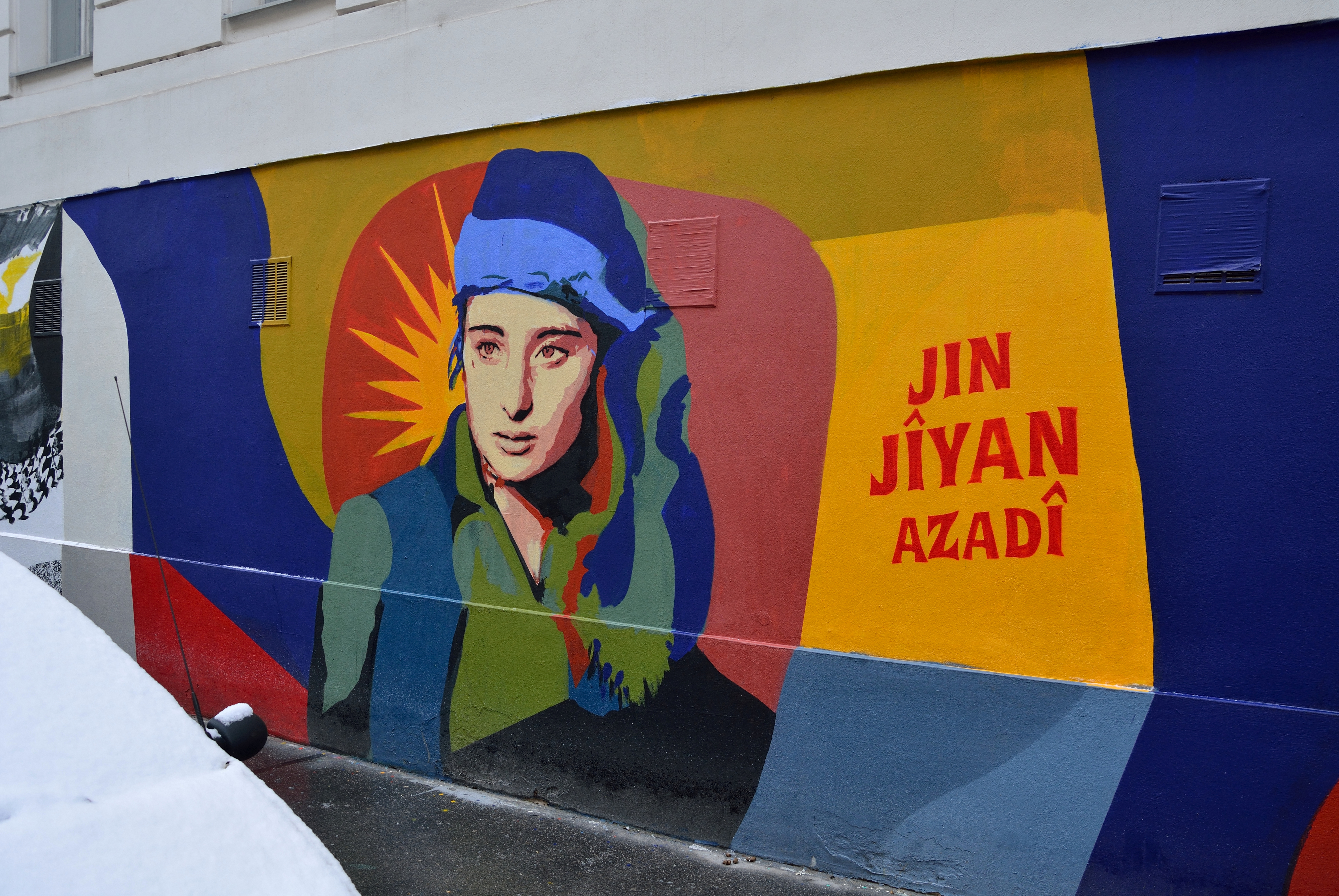
Un mural en Viena muestra a una mujer kurda y el lema Mujer, Vida, Libertad (en kurdo).

Mujer, Vida, Libertad (en kurdo: ژن، ژیان، ئازادی / Jin, Jiyan, Azadî) es un eslogan político popular kurdo utilizado tanto en el movimiento de independencia kurdo como en el de autonomía kurda, este último que centra la libertad y el autogobierno de las mujeres como uno de los principales pilares de su estructura social en lo que el movimiento llama jineología.
Durante las protestas que siguieron a la muerte de Mahsa Amini, los manifestantes utilizaron el eslogan en todo el mundo tanto en la forma kurda original como en persa (en persa: زن زندگی آزادی‎, romanizado: Zan, Zendegi, Azadi). Libération imprimió el eslogan en persa y francés (Femme, Vie, Liberté) en su portada junto con una fotografía de mujeres iraníes sin velo protestando.

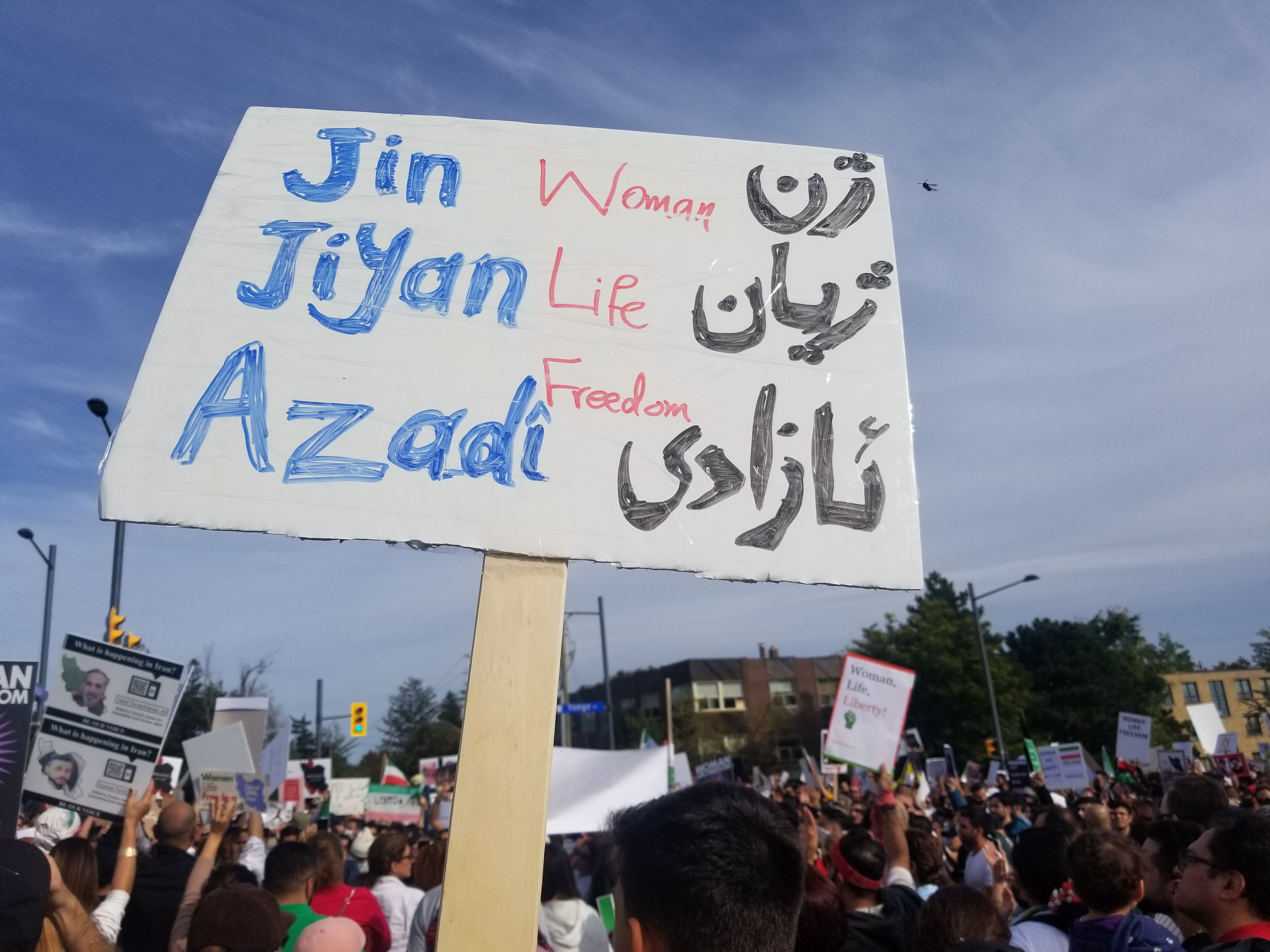
Un letrero con Mujer, Vida, Libertad (Jin, Jiyan Azadî), escrito en kurdo (escrituras latinas y árabes), así como en inglés.

## Origen
El origen del eslogan se remonta al movimiento de libertad kurdo de finales del siglo XX. La primera vez que se usó el eslogan fue por miembros del movimiento de mujeres kurdas, una parte del movimiento de libertad kurdo que se fundó en el activismo de base en respuesta a la persecución de los gobiernos de Irán, Irak, Turquía y Siria. Fue popularizado aún más por figuras kurdas como Abdullah Öcalan en sus escritos anticapitalistas y antipatriarcales. Desde su primer uso, el eslogan ha sido utilizado por miembros de organizaciones kurdas y por personas ajenas al movimiento kurdo.